# 愛知県立新城高等学校
愛知県立新城高等学校（あいちけんりつ しんしろこうとうがっこう）は、愛知県新城市字桜淵中野合併地にあった県立高等学校。地元では「新高」（しんこう）と呼ばれた。2020年度（令和2年度）末をもって閉校した。

## 概要
1972年（昭和47年）3月までは普通科があったが、マンモス化解消のため分離独立を行い、数回の再編を経て、4学科からなる職業科高校となった。
2016年（平成28年）、県教育委から県立高校教育推進実施計画が公表され、新城・北設楽地域の生徒減少に伴い、2019年（令和元年）に新城東高校と統合して「愛知県立新城有教館高等学校」となり、2021年（令和3年）に閉校した。なお、「有教館」は旧新城藩の藩校の名に由来する。
2019年度（令和元年度）中は新城高校内は新1年生不在で校舎の増改築を行い、翌2020年度（令和2年度）は新城高校側に有教館高校の新2年生が移り、さらに新入生を迎えて校舎を統一。2020年度（令和2年度）は新城有教館高校と新城高校が併設となった。

## 学科
下記4学科の総合選択制となっている。
- 園芸デザイン科
- 食農サイエンス科
- ビジネス創造科
- 生活創造科

※ 1年生で園食科として一括募集している。

## 沿革
- 1912年 - 新城実科高等女学校（後の愛知県立新城高等女学校）創立。
- 1920年 - 愛知県立農蚕学校（後の愛知県立新城農蚕学校）創立。
- 1948年
  - 4月 - 学制改革により、旧制新城高女を愛知県立新城高等学校に、旧制新城農蚕学校を愛知県立新城農蚕高等学校に改組。
  - 10月　- 愛知県立新城高等学校、愛知県立新城農蚕高等学校、愛知県立鳳来寺高等学校を統合し、愛知県立新城高等学校（普通科、家政科、農業科、商業科）が発足。旧新城農蚕高校校地の本校と鳳来寺分校を置く。
- 1949年 - 一宮分校（宝飯郡一宮村）と作手分校（南設楽郡作手村）を設置。鳳来寺分校が再度愛知県立鳳来寺高等学校として独立。
- 1951年 - 八名郡石巻村（現・豊橋市石巻本町）に石巻分校を設置。
- 1959年 - 体育館を設置。旧新城陣屋学校に因み「有教館」と命名。
- 1960年 - 農業科の一部を改組し、園芸科と農業土木科を新設。
- 1965年 - 石巻分校を廃止。
- 1968年 - 本校家政科を募集停止し、一宮分校家政科のクラス増に充てる。
- 1970年 - 一宮分校が愛知県立宝陵高等学校として独立。
- 1971年 - 家政科が閉科。
- 1972年 - 普通科を分離独立して、愛知県立新城東高等学校を創設。普通科2,3年生は新城東高校へ転籍。
- 1973年 - 生活科設置。
- 1978年 - 作手分校が愛知県立作手高等学校として独立。
- 1986年 - 農業科を農業経済科に改名。
- 1992年 - 生活科を生活科学科に改名。
- 1996年 - 農業経済科と農業土木科を統合して、農業工学科を新設。
- 2009年 - 愛知県立鳳来寺高等学校を統合。従来の4学科（園芸・農業工学・生活科学・商業）を改組し、園芸科学科・生物生産科・環境デザイン科・情報会計科・生活創造科の5学科の総合選択制高校に再編。
- 2017年 - 園芸科学科・生物生産科・環境デザイン科を園芸デザイン科・食農サイエンス科に改編し、情報会計科をビジネス創造科に改名[1]。
- 2019年 - 全学科の新入生募集を停止し、新城高校校舎は1年生不在となる。
- 2020年 - 新城有教館高校2年生が新城東高校校舎から移動。
- 2021年3月31日 - 閉校。

## アクセス
JR飯田線
- 東新町駅から徒歩で約10分。
- 新城駅から徒歩で約20分。

新城市Sバス
- 中宇利線、吉川市川線、作手線：「新城保健所」バス停から徒歩で約7分（作手線は通学時間帯のみ）。
- 作手線（作手発夕方、新城発のみ朝のみ）：「東新町」バス停から徒歩で約10分。

豊鉄バス
- 田口新城線（通学時間帯のみ運行）：「新城保健所」バス停から徒歩で約7分。
- 新豊線：「東新町」バス停から徒歩で約10分。

## 著名な出身者
- 森下篤史 - テンポスホールディングス創業者・社長、元あさくま代表取締役。
- 松井英幸 - 競輪選手。
- 富永益生 - 競輪選手。元大相撲前頭・武雄山喬義（後の山分親方）の次兄。

## 同窓会
同窓会は、旧制の新城高女、新城農蚕および学制改革後の新城高校在籍者で構成されている。愛知県立新城東高等学校は、歴史的には旧制新城高女と新城高校普通科の系統をひくが、同窓会組織の承継はなかった。